# Georgi Kjoseiwanow
Georgi Iwanow Kjoseiwanow (bułg. Георги Иванов Кьосеиванов; ur. 19 stycznia 1884 w Peszterze, zm. 27 lipca 1960 w Szwajcarii) – bułgarski dyplomata i polityk, premier Bułgarii w latach 1935–1940.

## Życiorys
W 1905 ukończył studia prawnicze w Paryżu. Następnie pracował w bułgarskich placówkach dyplomatycznych w Rzymie (1912), Stambule (1913–1915), Bernie (1918–1920), Berlinie (1920), Paryżu (1923–1924) i Bukareszcie (1925). Od 1926 pełnił funkcję ministra pełnomocnego w Grecji (1926–1931), Rumunii (1931–1933) i Jugosławii (1933–1934).
Od grudnia 1934 do kwietnia 1935 zajmował stanowisko Szefa Kancelarii Cara Borysa III, po czym został ministrem spraw zagranicznych i wyznań religijnych w rządzie Andreja Toszewa. Od 23 listopada 1935 do 15 lutego 1940 pełnił funkcję premiera Carstwa Bułgarii, stając na czele czterech kolejnych gabinetów rządowych: od 23 listopada 1935 do 4 lipca 1936 (zob. Pierwszy Rząd Georgiego Kjoseiwanowa), od 4 lipca 1936 od 14 listopada 1938 (zob. Drugi Rząd Georgiego Kjoseiwanowa), od 14 listopada 1938 do 24 października 1939 (zob. Trzeci Rząd Georgiego Kjoseiwanowa), od 24 października 1939 do 15 lutego 1940 (zob. Czwarty Rząd Georgiego Kjoseiwanowa). W listopadzie 1940 wyjechał do Szwajcarii w celu objęcia funkcji ministra pełnomocnego. Po zamachu stanu w Bułgarii z 9 września 1944, przeprowadzonym przez Front Ojczyźniany, odmówił uznania nowej władzy i do śmierci pozostał na emigracji.